# Labeobarbus macrophtalmus
Labeobarbus macrophtalmus és una espècie de peix pertanyent a la família dels ciprínids. Va ser descrit per l'ictiòleg italià Giorgio Bini el 1940.
Fa 42,5 cm de llargària màxima. Menja insectes. Els exemplars més petits també es nodreixen de zooplàncton, mentre que els més grossos, de vegades, s'alimenten exclusivament de peixos.
És un peix d'aigua dolça, bentopelàgic i de clima tropical (13°N-11°N). És un endemisme del llac Tana (Etiòpia) a l'Àfrica.
És inofensiu per als humans.